# Hollywood Stargirl
Série Stargirl
Stargirl
(2020)
Pour plus de détails, voir Fiche technique et Distribution.
Hollywood Stargirl, ou Stargirl à Hollywood au Québec, est un drame musical américain réalisé et co-écrit par Julia Hart, sorti en 2022 sur le service Disney+.
Il s'agit d'une suite au film Stargirl de la même réalisatrice, sorti en 2020, et lui même adapté du roman de l'auteur américain Jerry Spinelli. Il s'agit également de la première suite d'un film original du service Disney+ à être produite.

## Fiche technique
Sauf indication contraire, les informations mentionnées dans cette section peuvent être confirmées par la base de données cinématographiques IMDb,  présente dans la section « Liens externes ».
- Titre original : Hollywood Stargirl
- Titre québécois : Stargirl à Hollywood[1]
- Réalisation : Julia Hart
- Scénario : Julia Hart et Jordan Horowitz
- Direction artistique : Christina Eunji Kim
- Décors : Gae S. Buckley
- Costumes : Natalie O'Brien
- Photographie : Bryce Fortner
- Montage : Shayar Bhansali et Tracey Wadmore-Smith
- Musique : Michael Penn
- Production : Ellen Goldsmith-Vein, Jordan Horowitz et Lee Stollman
- Producteurs délégués : Kristin Hahn, Nathan Kelly et Jerry Spinelli
- Sociétés de production : Walt Disney Pictures et Gotham Group
- Société de distribution : Disney+ (streaming) / Walt Disney Studios Motion Pictures (globale)
- Pays d'origine :  États-Unis
- Langues originales : anglais
- Format : couleur - 2.05 : 1 - son Dolby Digital
- Genre : Drame musical
- Dates de sortie : 
  -  : 3 juin 2022 sur Disney+

## Distribution
- Grace VanderWaal (VF : Alice Orsat) : Susan « Stargirl » Caraway
- Elijah Richardson (VF : Simon Koukissa-Barney) : Evan
- Uma Thurman (VF : Juliette Degenne) : Roxanne Martel
- Judy Greer (VF : Anne Massoteau) : Ana Caraway
- Judd Hirsch (VF : Patrick Messe) : Mr. Mitchell
- Tyrel Jackson Williams (VF : Jhos Lican) : Terrell
- Al Madrigal (en) (VF : Damien Ferrette) : Iggy
- Sarayu Rao (VF : Marie Zidi) : Priya Collins
- Chris Williams (VF : Christophe Peyroux) : George
- Nija Okoro (VF : Aurélie Konaté) : Daphne

## Développement

### Production
En 2021, il est annoncé qu'une suite au film Stargirl est en développement. Julia Hart est confirmée à la réalisation ainsi que le retour de Grace VanderWaal dans le rôle titre. Elijah Richardson et Judy Greer sont ensuite annoncés à la distribution, avec Greer qui signe pour remplacer Sara Arrington dans le rôle de la mère de Stargirl qu'elle tenait dans le premier film.
Quelques mois plus tard, Uma Thurman signe pour le rôle de Roxanne Martel. Elle est suivie par Judd Hirsch et Tyrel Jackson Williams. Michael Penn est ensuite confirmé en tant que compositeur.

### Tournage
Le tournage du film a débuté en mai 2021 dans le comté d'Orange en Californie et s'est terminé en juillet 2021.